# Nakadžima Ki-27
Nakadžima Ki-27 (japonsky: 中島 キ-27) byl japonský jednomotorový jednomístný celokovový stíhací letoun užívaný armádním letectvem do roku 1940. Tento první stíhací jednoplošník armádního letectva byl označen jako stíhací letoun typ 97 (九七式戦闘機, 97šiki sentóki). Jeho spojenecký kódový název zněl Nate.

## Vznik
V červnu 1935 Generální štáb armádního letectva vyhlásil soutěž mezi firmami Nakadžima, Micubiši a Kawasaki na dodání dvou prototypů pokročilého stíhacího letounu, který by nahradil dvouplošníky Kawasaki Ki-10 (Typ 95).
Zadání znělo na celokovový jednoplošník vyzbrojený dvojicí kulometů ráže 7,7 mm, který by dosahoval rychlosti 450 km/h a vystoupal do výšky 5000 m za 6 minut.
Ze soutěže vzešly typy Nakadžima Ki-27, Kawasaki Ki-28 a Micubiši Ki-33 (modifikace námořního typu A5M).
Nakadžima využila koncepci svého jednoplošníku Ki-11, který byl neúspěšný právě v soutěži, ze které byl vybrán typ Kawasaki Ki-10. Pro letoun byl zvolen vzduchem chlazený devítiválcový hvězdicový motor Nakadžima Ha-1a Kotobuki a pevný podvozek.

## Vývoj

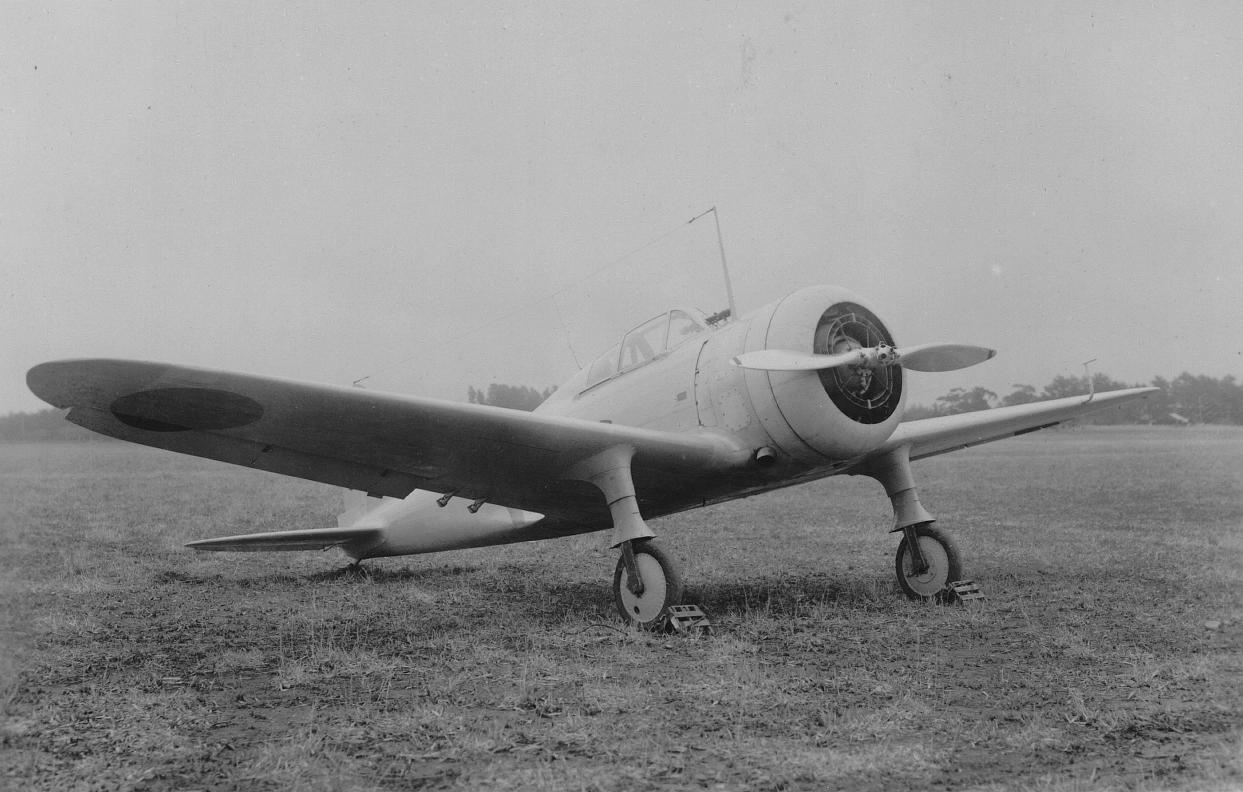
Nakadžima Ki-27 v Hamamacu

Prototyp Ki-27, přímo konstrukčně navazující na prototyp stroje Nakadžima PE, vzlétl 15. října 1936 na letišti Odžima. Zlepšení ovladatelnosti konstruktéři zajistili postupným zvětšením rozpětí z 10,4 až na 11,31 m a úpravou koncového profilu křídla. Porovnávacích zkoušek v listopadu 1936 se již zúčastnil také druhý prototyp.
Přestože měl menší rychlost i stoupavost než jeho konkurenční stroje, díky svým výborným manévrovacím schopnostem byl na jaře 1937 vyhlášen vítězem soutěže.
Společnost Nakadžima následně získala objednávku na 10 předsériových exemplářů Ki-27a, které se od prototypů lišily ve tvaru SOP a krytu kabiny. Pohon zajišťoval výkonnější motor Ha-1b s dvoupolohovou stavitelnou vrtulí. Sériová výroba byla zahájena v továrně Nakadžima ve městě Ota v prosinci 1937.
V průběhu roku 1939 začala společnost dodávat upravené Ki-27b, které obdržely zcela prosklený polokapkovitý kryt kabiny. Inovace se týkala také možnosti instalovat pod centroplán závěsníky pro čtyři pumy po 25 kg a později i přídavné nádrže.
Ki-27 KAI byla odlehčená verze s vyšší rychlostí (475 km/h), vyvinutá kvůli zpoždění vývoje typu Nakadžima Ki-43, vznikla pouze ve dvou kusech v polovině roku 1940. Celková produkce výrobce Nakadžima dosáhla počtu 2017 strojů včetně předsériových. Dalších 50 letounů dodala v období mezi prosincem 1938 a únorem 1939 firma Tačikawa. Další stroje přímo vycházející z Ki-27 vyráběla společnost Manšu Hikóki Seizó K. K. v Mandžusku.

## Manšu Ki-79
Letecká továrna v mandžuském Charbinu Manšu Hikóki Seizó K. K. dodávala letectvu japonské císařské armády stroje příbuzné typu Ki-27.:s.59 Letouny čtyř verzí byly určeny k pokračovacímu výcviku. Jednomístnou variantu Manšu Ki-79a a dvoumístnou Ki-79b poháněl vzduchem chlazený devítiválcový hvězdicový motor Hitači Ha-13a o vzletovém výkonu 375 kW. Obě verze měly nekryté pilotní prostory a podvozkové nohy bez kapotáže kol. Pevnou ostruhu s botkou nahradilo nezatahovatelné ostruhové kolečko. Zástavba lehčího motoru znamenala posun těžiště vzad, a proto se příď trupu prodloužila o 200 mm. Jednomístná verze Ki-79c s pohonnou jednotkou Hitači 22 s třílistou dřevěnou stavitelnou vrtulí a dvoumístná Ki-79d s motorem Hitači 24 měla místo celokovové poloskořepinové konstrukce ocelovou kostru trupu s překližkovým potahem. Křídlo bylo celodřevěné konstrukce.
Ki-79 operovaly kromě výcvikových jednotek i u speciálních útočných 431. a 432. šinbu tai a částečně také 113. šinbu tai. Na konci května a začátkem června 1945 podnikly sebevražedné útoky na spojenecká plavidla v okolí Okinawy. Po válce několik Ki-79 používalo Indonéské letectvo.

## Nasazení

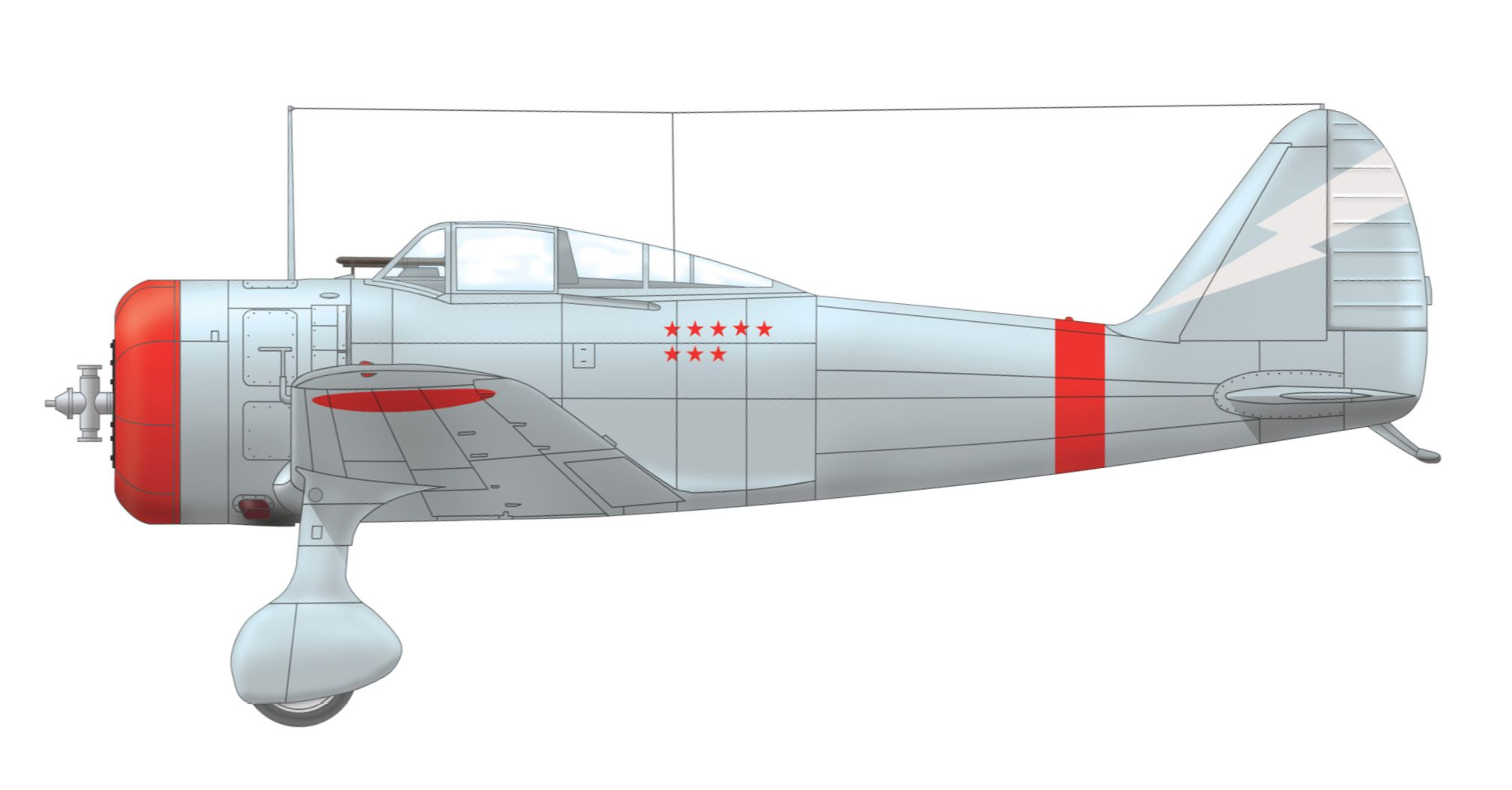
Nakadžima Ki-27b velitele 1. letky 11. pluku Kendži Šimady, bitva u Chalchyn golu červen 1939

První tři Ki-27a převzala jednotka 1. Čútai 2. Hikó-Daitai v dubnu 1938, která operovala v severní Číně. Jedním z mnoha útvarů, přejímající od července 1938 Ki-27a, obzvláště vynikl 77. stíhací pluk s původní dislokací v Nankingu. Poté pluk zasahoval do bojů v Malajsku a Barmě.
Stroj byl do počátku druhé světové války hlavním stíhacím typem japonské armády. V době svého vzniku se jednalo o moderní letoun, který neměl během svého nasazení při napadení Číny v roce 1938 žádnou konkurenci. To trvalo do roku 1939, kdy se mu v bitvě s Rudou armádou u Chalchyn golu stal silným protivníkem sovětský Polikarpov I-16. Zde se ukázaly jeho hlavní nedostatky spočívající v nedostatečné výzbroji, pancéřování a chybějící ochraně palivových nádrží.
Letoun Ki-27 však přesto stále zůstával ve výzbroji a to především pro své skvělé možnosti v manévrovém boji, vlastnosti u japonského velení velice ceněné. Typ 97 se účastnil počátku druhé světové války v Pacifiku. Doprovázel například bombardéry mířící na Singapur. Brzy poté byl nahrazován moderními typy a dosloužil při výcviku. V některých bojových jednotkách létal až do roku 1943. Na konci války byl používán k sebevražedným náletům proti spojeneckým silám.
Typ Ki-27 byl také bojově používán letectvy Thajska, od září 1942 do léta roku 1943 Mandžukua a několik ukořistěných kusů používala i Čína. Stroje Ki-27 thajského letectva za války hlásily poškození jednoho stroje P-51 Mustang a sestřelení jednoho P-38 Lightning.

## Uživatelé

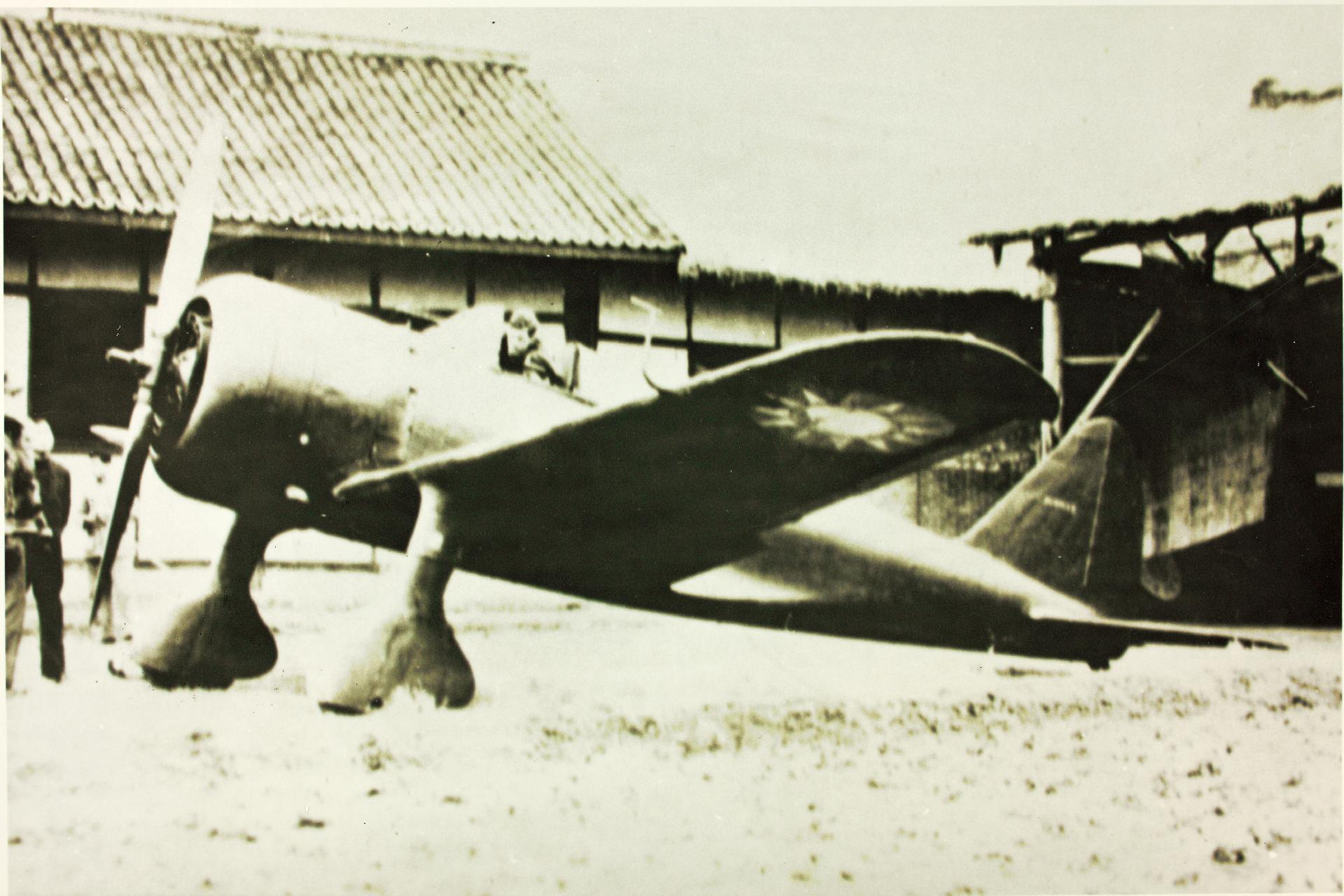
Nakadžima Ki-27, ROCAF

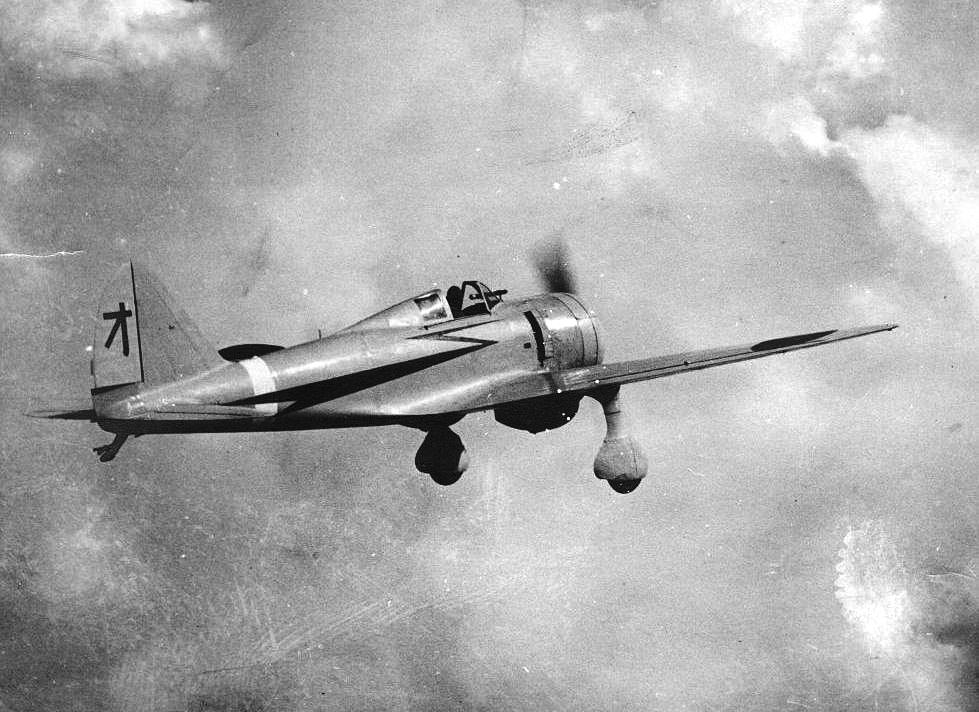
Nakadžima Ki-27

### Váleční
- Mandžukuo
  - Císařské letectvo Mandžukua
- Japonsko
  - Japonské císařské armádní letectvo
- Thajsko
  - Thajské královské letectvo

### Pováleční
- Čínská republika
  - Letectvo Čínské republiky
- Čínská lidová republika
  - Letectvo Čínské lidové republiky
- Indonésie
  - Indonéské letectvo

## Specifikace (Ki-27b)
Údaje podle:s.203

### Technické údaje
- Osádka: 1 (pilot)
- Délka: 7,53 m
- Rozpětí: 11,31 m
- Výška: 3,25 m
- Nosná plocha: 18,56 m²
- Prázdná hmotnost: 1 110 kg
- Vzletová hmotnost: 1 790 kg
- Pohonná jednotka: 1 × hvězdicový devítiválec Nakadžima Ha-1b
- Výkon pohonné jednotky: 650 hp (485 kW)

### Výkony
- Maximální rychlost: 470 km/h ve výšce 5000 m
- Dolet: 627 km
- Maximální dolet: 1 710 km (se dvěma přídavnými nádržemi po 130 l paliva)
- Dostup: 12 250 m[1]:s.55
- Výstup do 5 000 m: 5 minut a 22 sekund

### Výzbroj
- 2 × synchronizovaný kulomet Typ 89 ráže 7,7 mm v trupu
- 4 × 25kg letecká puma